# Down on the Farm (album)
Down on the Farm è il settimo album in studio del gruppo musicale statunitense Little Feat, pubblicato nel 1979.

## Tracce
Side 1
1. Down on the Farm (Paul Barrère) – 4:16
2. Six Feet of Snow (Lowell George, Keith Godchaux) – 2:30
3. Perfect Imperfection (Barrère, Tom Snow) – 3:46
4. Kokomo (George) – 2:58
5. Be One Now (George, Fred Tackett) – 4:05

Side 2
1. Straight from the Heart (George, Payne) – 4:59
2. Front Page News (George, Payne) – 5:57
3. Wake up Dreaming (Payne, Fran Payne) – 4:09
4. Feel the Groove (Clayton, Gordon DeWitty) – 4:49

## Formazione
- Paul Barrère - chitarra, voce
- Sam Clayton - congas, vocals
- Lowell George - chitarra, voce
- Kenny Gradney - basso
- Richie Hayward - batteria, voce
- Bill Payne - tastiera, sintetizzatore, voce